# حفل حظيرة الماشية (فلم رسوم متحركة)
حفل حظيرة الماشية (بالإنجليزية: The Barnyard Concert)، هو فيلم رسوم متحركة أمريكي قصير لـ ميكي ماوس أُصدر لأول مرة في 5 أبريل/نيسان 1930، كجزء من سلسلة أفلام ميكي ماوس. كان هذا هو الفيلم القصير السابع عشر لميكي ماوس الذي تم إنتاجه، والثاني لعام 1930. 

## حبكة

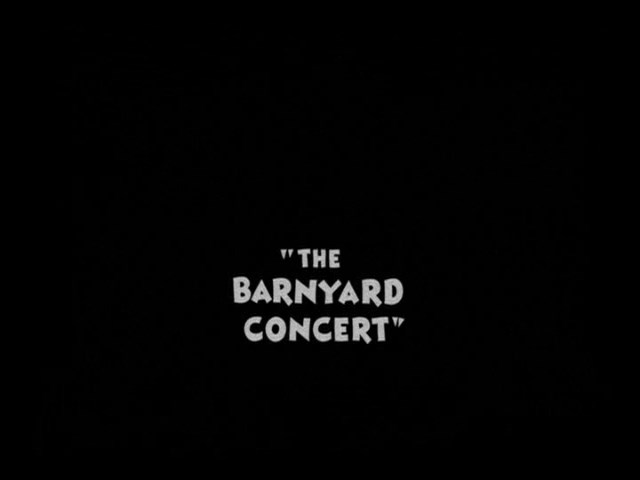
شارة البداية

يقوم ميكي ماوس بإدارة عرض أوركسترالي في المزرعة، مع أوركسترا من القطط والكلاب والخيول والأبقار والخنازير والماعز. يلعبون المقدمة الموسيقية تحت إشراف المايسترو ميكي. تجد بعض الحيوانات نفسها في صراع، عزف كلب على آلة التيوبا يزعج شعر الخنزير المستعار، والماعز يضرب خنزيرًا آخر بقوس الكمان. ميكي يصنع الموسيقى عن طريق سحب ذيول الخنازير الصغيرة، ويعزف الحصان على الطبول على مؤخرة البقرة. في نهاية الفيلم القصير، ميكي - الذي سئم من إزعاج ذيل البقرة - يربط ذيله بدلو من الماء، وتقلب البقرة الدلو على رأس ميكي. يرتجف ميكي ويبكي عندما يقترب الحفل من نهايته.

## استقبال
وقد لوحظ أن هذا الكارتون هو مثال مبكر للكليشيهات السينمائية التي تصور قائد فرقة موسيقية يطرق عصاه على حامل النوتة الموسيقية للإشارة إلى الأوركسترا أن الأغنية على وشك أن تبدأ، وهو فعل لا يحدث أبدًا في الأداء الفعلي للحفلات الموسيقية. يؤدي ميكي نفس الفعل مرة أخرى عندما يلعب دور قائد فرقة موسيقية في حفل الفرقة الموسيقية لعام 1935. 
ذكرت مجلة Motion Picture News (5 يوليو 1930): "يقود ميكي ماوس أوركسترا مكونة من حيوانات المزرعة المختلفة، ويتم عزف مقدمة "الشاعر والفلاح" من البداية إلى النهاية. هناك ما يكفي من النكات الجيدة في العرض لإبقاء الضحك مستمرًا بوتيرة ثابتة." 